# Rotunda (okręg Kluż)
Rotunda (węg. Keresztesvölgy) – wieś w Rumunii, w okręgu Kluż, w gminie Buza. W 2011 roku liczyła 149 mieszkańców.